# 17 Pułk Piechoty (austro-węgierski)

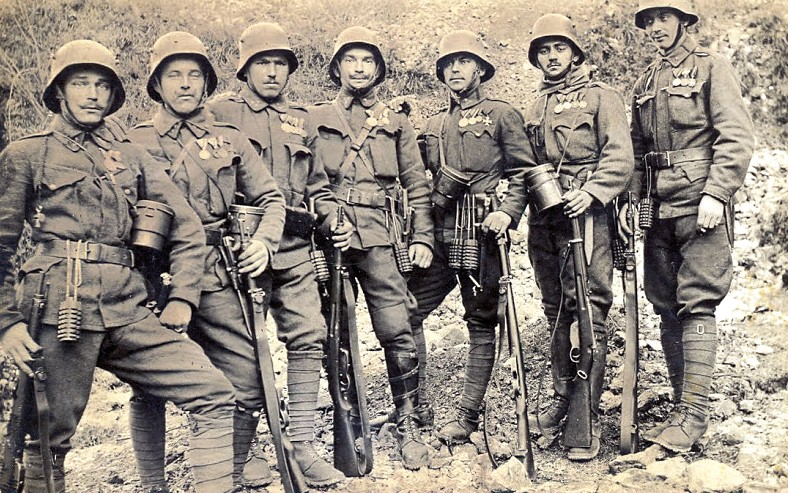
Żołnierze 17 Pułku Piechoty pod Isonzo ok. 1916-1917 r.

Kraiński Pułk Piechoty Nr 17 (niem. Krainerisches Infanterieregiment Nr. 17) – pułk piechoty cesarskiej i królewskiej Armii.

## Historia pułku
Pułk kontynuował tradycje pułku utworzonego w 1674 roku, a następnie 17 Pułku Piechoty Cesarstwa Austriackiego.
Okręg uzupełnień nr 17 Lublana (niem. Laibach) na terytorium 3 Korpusu.
Kolejnymi szefami pułku byli:
- FZM Gustaw Wilhelm książę Hohenlohe-Langenburg (1826–1866)
- FZM Franz Kuhn von Kuhnenfeld (1866–1896)
- FZM Hugo Milde von Helfenstein (1896–1918)

Kolory pułkowe: ciemnoczerwony (rotbraun), guziki srebrne.
W 1873 roku komenda pułku stacjonowała w Trieście, natomiast komenda uzupełnień oraz batalion zapasowy w Lublanie.
W latach 1903–1914 komenda pułku oraz II, III i IV batalion stacjonowały w Klagenfurcie, natomiast I batalion w Lublanie.
W 1914 roku pułk wchodził w skład 6 Dywizji Piechoty.
Pułk brał udział w walkach z Rosjanami w 1914 roku w Galicji. Żołnierze pułku są pochowani m.in. na cmentarzach wojennych nr: 42 w Sieklówce, 22 w Jaśle, 30 w Święcanach i 168 w Kowalowej.

## Żołnierze
Komendanci pułku
- płk Alois du Hamel de Querlonde (1873)
- płk Hugo Hanel (1903)
- płk Joachim Botic (1906–1908)
- płk Gustav Freih. v. Karwinsky v. Karwin (1909)
- płk August Glantschnig (1910–1912)
- płk Adolf Freih. v. Stillfried u. Rathenitz (1913–1914)
- płk Hugo Ventour von Thurmau (1914)

Oficerowie
- płk SG Svetozar Boroević von Bojna
- kpt. Witold Niesiołowski
- ppor. Amand von Schweiger-Lerchenfeld